# Kunlé Adeyemi
Kunlé Adeyemi o Adekunle Adeyemi (Kaduna, 7 de abril de 1976)  y es un arquitecto, urbanista e investigador creativo nigeriano. Adeyemi es fundador y director de NLÉ, un estudio de arquitectura, diseño y urbanismo, con sede en Ámsterdam, Países Bajos. Adeyemi estudió en la Universidad de Lagos en Nigeria y en la Universidad de Princeton en Nueva Jersey, Estados Unidos. Antes de comenzar su propia oficina en los Países Bajos, trabajó casi una década en Office for Metropolitan Architecture (OMA).

## Trayectoria
Adeyemi nació y levantado en Kaduna, en el del norte de Nigeria. Estudió arquitectura y empezó su carrera en Lagos. Su padre fue un arquitecto modernista  y empezó una de las primeras empresas de arquitectura indígena en el norte de Nigeria en los años 1970s. En su adolescencia, Adeyemi tuvo la oportunidad de diseñar su primera casa, para un amigo de su padre.
Adeyemi estudió arquitectura en la Universidad de Lagos en Nigeria, y acabó su bachillerato como graduado. En 2005 estudió un postgrado profesional en la Escuela Universitaria de Arquitectura de la Universidad de Princeton en New Jersey. En esta universidad, investigó junto con Peter Eisenman la urbanización rápida y la función de economías de mercado en ciudades en desarrollo del sur global, centrando la investigación en Lagos.

## Inicios en OMA
En sus inicios profesionales, Adeyemi trabajó en proyectos en Lagos, Abuya y otras partes de Nigeria. Después, se unió a OMA (Oficina para Arquitectura Metropolitana) en 2002, donde fue sénior asociado y trabajó durante aproximadamente nueve años junto a su fundador, el galardonado Rem Koolhaas. Allí, Adeyemi dirigió los siguientes proyectos en etapas diferentes: 
- Sede de la Fundación Catar, la Biblioteca Central y el Centro de Estudios Estratégicos, en la Ciudad de Educación en Doha
- El Puente Mainland y Plan Maestro en Lagos
- El proyecto Prada de Transformador en 2009[6]
- Tribunal nuevo Rothschild proyecto del Banco en Londres en 2006.[7]
- Plan maestro para Abuya, Nigeria en 2006 para el Nelson Mandela Instituto africano de Ciencia y Tecnología
- Bolsa de valores en Shenzhen en 2006, abierta en noviembre de 2007[8][9]
- El proyecto de Museo Universitario Nacional en Seúl de 2005[10]
- El S-proyecto Masterplan para Seúl en 2004[11]
- El Leeum Museo en Seúl en 2004.

## Proyectos en NLE
Actualmente, Adeyemi tiene su estudio de arquitectura, diseño y urbanismo propio llamado NLÉ, localizado en Ámsterdam. NLÉ Significa 'en casa' en Yoruba. Con su oficina NLÉ, Adeyemi está interesado en los elementos que hacen ciudad. Centra especialmente en el rápido crecimiento de ciudades en países en desarrollo. Busca la lógica de los sistemas que surge en el desarrollo rápido de estas ciudades. Observa y cuestiona los sistemas funcionales dentro de estas ciudades, y crea las soluciones nuevas inspiradas en sus propias lecturas de estos sistemas. Está convencido de que hay mucho para aprender del tipo de sistemas construidos que encontramos en rápido desarrollo, las ciudades energéticas, como una de las ciudades más poblada de África, la ciudad de Lagos en Nigeria. NLÉ ofrece una estrategia y servicio de parámetros aconsejables para el desarrollo de la ciudad, conceptualización, estructuración creativa, en lo arquitectónico, el producto y el diseño de infraestructura, las artes e intervención cultural urbana. En muchos de sus trabajos recientes, Adeyemi está particularmente interesado en la urbanización, cambio climático y políticas. Entre otros, Adeyemi dirige en NLÉ las actividades siguientes:
- Alojamientos prototipo para entorno de trópico urbano.[1]
- ‘Queensday Lagos', para intercambiar, por vídeo conferencia, la experiencia del holandés Queensday con habitantes de Lagos.[13]
- Proyecto fotográfico de la Fundación Lagos con los artistas africanos.[14]
- Escuela flotante Makoko (colapsado, junio 2016).
- MFS II y MFS III: el 2.º y 3.as iteraciones de su Proyecto Escolar Flotante de Makoko.[15]

## Contribución académica
Adeyemi dio y da conferencias y talleres en universidades de Ámsterdam, Zúrich, Delft, Guggenheim, y publicó varios artículos sobre arquitectura y urbanismo:
- En 2011 Callison visitante conferenciante de la Universidad de Washington, facultad de Arquitectura, enseñando e investigando 'La Ciudad Moderna en la Edad de Globalización' en Chandigarh, junto con Dr. Vikramaditya Prakash, siguiendo a Glenn Murcutt.[16]
- En PICNIC 2011 (conferencia creativa anual), Adeyemi habló sobre crecimiento urbano orgánico versus planificación de ciudad[17]
- Fue crítico en la Escuela de graduados del instituto de Diseño Harvard, la Asociación Arquitectónica en Londres, y el Instituto Berlage en Róterdam
- Publicó el artículo "Urbano Crawl" en la Revista de REGISTRO, publicada en verano de 2007, sobre ciudades contemporáneas y el futuro de la arquitectura.
- En 2006, Adeyemi participó en el simposio Guggenheim Contaminación "Arquitectura Impura", después de Zaha Hadid, Sanford Kwinter, y Alex McDowell[18]
- En 2006, profesor en el estudio de cuerpo urbano del Universidad de Tecnología de Delft, Facultad de Arquitectura.
- Se unió a Arquitectura para la Humanidad durante la competición de esta asociación al participar como revisor de proyecto.[19]